# 978
Раннє середньовіччя  •  Доба вікінгів  •  Золота доба ісламу  •  Реконкіста

## Геополітична ситуація
Візантію очолює Василій II Болгаробійця. Оттон II Рудий править у Священній Римській імперії.
Західним Франкським королівством править, принаймні формально, Лотар.
Апеннінський півострів розділений між численними державами: північ належить Священній Римській імперії,  середню частину займає Папська область, на південь від Римської області  лежать невеликі незалежні герцогства, деякі області на півночі та на півдні належать Візантії, інші окупували сарацини. Південь Піренейського півострова займає Кордовський халіфат, у якому триває правління Хішама II. Північну частину півострова займають королівство Астурія і королівство Галісія та королівство Леон, де править Раміро III. Англійське королівство очолив Етельред Безрадний.
У Київській Русі триває правління Ярополка Святославича або почалося правління Володимира. У Польщі править Мешко I.  Болгарське царство частково захоплене Візантією, в іншій частині править цар Самуїл. У Хорватії править король Степан Држислав. Великим князем мадярів є Геза.
Аббасидський халіфат очолює ат-Таї, в Єгипті владу утримують Фатіміди, в Середній Азії — Саманіди, починається становлення держави Газневідів. У Китаї продовжується правління династії Сун. Значними державами Індії є Пала, Пратіхара, Чола. В Японії триває період Хей'ан.

## Події

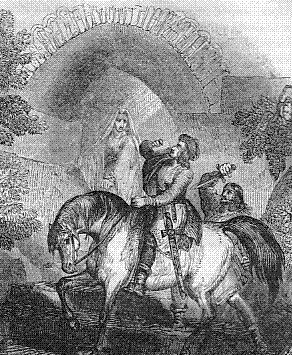
Вбивство Едварда Мученика

- Цього року, або 980, можливо, почалося князювання в Києві Володимира Святославича. Володимир захопив Київ із зібраною в Скандинавії варязькою дружиною.
- Спроба уніфікації поганських вірувань на Русі, утворення нового поганського пантеону[1].
- Після вбивства Едварда Мученика королем Англії став 10-річний Етельред Безрадний.
- Спалахнула війна між королем Західного Франкського королівства Лотаром та імператором Священної Римської імперії Оттоном II. Лотар взяв Аахен, але потім змушений був відступити, втратив Лан, але відстояв Париж.
- Аль-Мансур став хаджибом Кордовського халіфату, взявши фактичну владу в свої руки. Він одразу розпочав похід проти Памплони й Барселони.
- У Картлі розпочалося правління Баграта III Багратіоні.
- Династія Сун підкорила собі державу Уюе.

## Народились
Вишеслав Володимирович, князь Новгородський у 989/991—бл.1010